# Eugenio Barbarich
Eugenio Barbarich (Pasiano di Pordenone, 1863 – Torino, 1931) è stato un generale e scrittore italiano.

## Biografia
Comandante della Brigata "Friuli",, durante la prima guerra mondiale fu capo di stato maggiore del corpo di spedizione in Albania e Macedonia. Per sua volontà, fra il 1916 ed il 1917, fu istituita la Sezione Cinematografica del Comando Supremo del Regio Esercito. Fino a quel momento, l'esercito italiano si era servito dell'opera di aziende private, come la Comerio Films, ma dopo la disfatta di Caporetto, vennero escluse, e la Sezione Cinematografica assunse il controllo esclusivo delle riprese e delle fotografie dal fronte e dai campi di battaglia. Come dirigente fu incaricato il capitano di cavalleria Maurizio Rava affiancandogli tre squadre comandate dai Tenenti Barricelli, Attilio Prevost e Malerba che operarono sul fronte italo-austriaco.
Nel 1926 partecipò alla Conferenza di Nettuno per la delimitazione dei confini italo-jugoslavi.
Barbarich fu un colto ed apprezzato scrittore militare e diresse la Nuova rivista militare e la Rassegna dell'Esercito Italiano. Fu autore di numerosi articoli su diverse riviste di storia militare come Studi tattici sulla battaglia di Custosa dell'1866, L'assedio di Osoppo, Arte militare sul Carso, La Carsa Giulia.

## Opere
- Studi tattici sulla battaglia di Custoza nel 1866, Torino, Francesco Casanova, 1892.
- La guerra civile chilena nel 1891. Studio storico militare, Torino, Francesco Casanova, 1893.
- La guerra serbo-bulgara, nel 1885. Le operazioni nei Kodza Balkan, Torino, Francesco Casanova, 1894.
- Cesare De Laugier e le armi toscane alla prima guerra d'indipendenza italiana, Roma, Enrico Voghera editore, 1895.
- Attorno Vei-Hai-Vei. Operazioni della III armata e della flotta giapponese nella penisola di Santung, Roma, Enrico Voghera editore, 1896.
- Considerazioni sulla guerra serbo-bulgara nel 1885. Operazioni per l'investimento ed assedio di Viddino, Roma, Enrico Voghera editore, 1898.
- Memorie storiche dell'assedio di Osoppo (24 marzo - 13 ottobre 1848), Udine, Del Bianco, 1902.
- Per l'altra riva dell'Adriatico. Con uno schizzo delle comunicazioni trasversali balcaniche, Roma, Enrico Voghera editore, 1904.
- Albania (monografia antropogeografica), Roma, Enrico Voghera editore, 1905.
- L'arte militare nei terreni carsici, Roma, Enrico Voghera editore, 1907.
- La campagna del 1796 nel Veneto, comprende: 1. La decadenza militare della Serenissima: uomini e armi, Roma, Enrico Voghera editore, 1910.
- La Piave in due guerre di liberazione italica (1809-1918), Roma, Stabilimento Poligrafico per l'amministrazione della guerra, 1923.
- Le prime lotte per la libertà in Italia (da Campaldino a Gavinana), Roma, Stabilimento Poligrafico per l'amministrazione della guerra, 1923.
- Pagine di gloria: 24 maggio 1915-24 maggio 1925. Cenni storici sulle bandiere, stendardi, labari e gagliardetti dei corpi e reparti disciolti dopo la grande guerra ... raccolte da Eugenio Barbarich, Roma, Provveditorato Generale dello Stato, 1925.